# Evžen Hadamczik
Evžen Hadamczik [evžen hadamčik] (28. října 1939 Dolní Benešov – 19. září 1984 Opava) byl český fotbalový trenér. Jeho bratr Alois Hadamczik je hokejový trenér, jeho syn Pavel Hadamczik je fotbalový trenér a činovník.

## Kariéra
Začal v Dolním Benešově, poté přestoupil do Rudé hvězdy Cheb. Vzhledem k vážnému zranění jeho hráčská kariéra skončila velice brzy. Z lásky k fotbalu se začal věnovat trenérské činnosti. Sedm let (1963–1970) trénoval klub Spartaku v Dolním Benešově, se kterým postoupil z okresního až do krajského přeboru.
V roce 1971 odešel trénovat do divizní Opavy, po podzimním osmém místě, kdy převzal tým, dovedl mužstvo na konečné páté místo. V další sezoně dokázal s týmem postoupit.
V roce 1978 odešel do Baníku Ostrava, kde začal jako nejmladší prvoligový trenér. Jeho nadšení, svědomitost, houževnatost, pracovitost a současně vynalézavost, se projevilo již v první sezóně, kdy Baník obsadil v nejvyšší soutěži druhé místo a v Poháru vítězů pohárů tým postoupil až do semifinále.
V následujících sezonách dovedl Baník dvakrát k titulu (1980 a 1981), dvakrát získal druhé místo (tým v těchto letech dosáhl úctyhodné série – v domácím prostředí odehrál 74 utkání bez prohry v řadě) a v Poháru UEFA se s týmem probojoval až do čtvrtfinále. Celkově je jeho bilance na Bazalech následující – dvakrát získal titul, třikrát skončil na druhém místě. V letech 1978 vyhrál Československý pohár, v letech 1978 a 1979 vyhrál Český pohár.
V letech 1982–1984 se stal trenérem olympijské reprezentace, kterou připravoval na olympijské hry v Los Angeles, kam sportovci nakonec z politických důvodů neodjeli. Neúčast na olympijských hrách ho psychicky zlomila. Mezitím ukončil působení v Baníku, kde stihl položit základy úspěšné práci s mládeží. Do úspěšného konce se ale nedotáhlo, i přes enormní zájem Rakušanů, jeho angažmá v Rapidu Vídeň. V roce 1984 se stal na krátké období trenérem reprezentace A-mužstva, pod jeho vedením tým odehrál jediné utkání na půdě tehdejší NDR. O pár týdnů později, 19. září 1984 spáchal sebevraždu oběšením.